# Massey Ferguson 1150
Le Massey Ferguson 1150 est un tracteur agricole construit aux États-Unis par la firme Massey Ferguson entre 1970 et 1972.
La principale caractéristique de ce tracteur, très peu vendu en France, est d'être équipé d'un moteur Diesel Perkins à huit cylindres en V délivrant une puissance de 146 ch DIN.

## Historique
À la fin des années 1960, l'augmentation de puissance des tracteurs pour atteindre environ 150 ch, demandée par les agriculteurs outre-Atlantique, passe par la multiplication du nombre de cylindres du moteur dès lors que le recours à un turbocompresseur à la fiabilité encore perfectible n'est pas retenu.
C'est dans cette optique que Massey Ferguson conçoit le 1150, un tracteur propulsé par un moteur Diesel à huit cylindres en V. Ce tracteur, fabriqué aux États-Unis dans l'usine Massey Ferguson de Détroit, n'est pas adapté au marché européen et seuls une dizaine d'exemplaires semblent avoir été vendus en France. Pour autant, des collectionneurs en importent des modèles d'occasion.
Le 1150 est produit de 1970 à 1972 ; il est remplacé en 1974 par le Massey Ferguson 1155, à l'esthétique renouvelée et doté de la même architecture moteur mais encore un peu plus puissant.

## Caractéristiques
Le Massey Ferguson 1150 conserve l'esthétique des tracteurs de la série 100 avec un capot anguleux et le numéro du type inscrit dans un cercle sur les flancs de ce capot. Il reprend la base mécanique du Massey Ferguson 1100, largement dimensionnée et qui peut accepter le surplus de puissance d'un nouveau moteur.

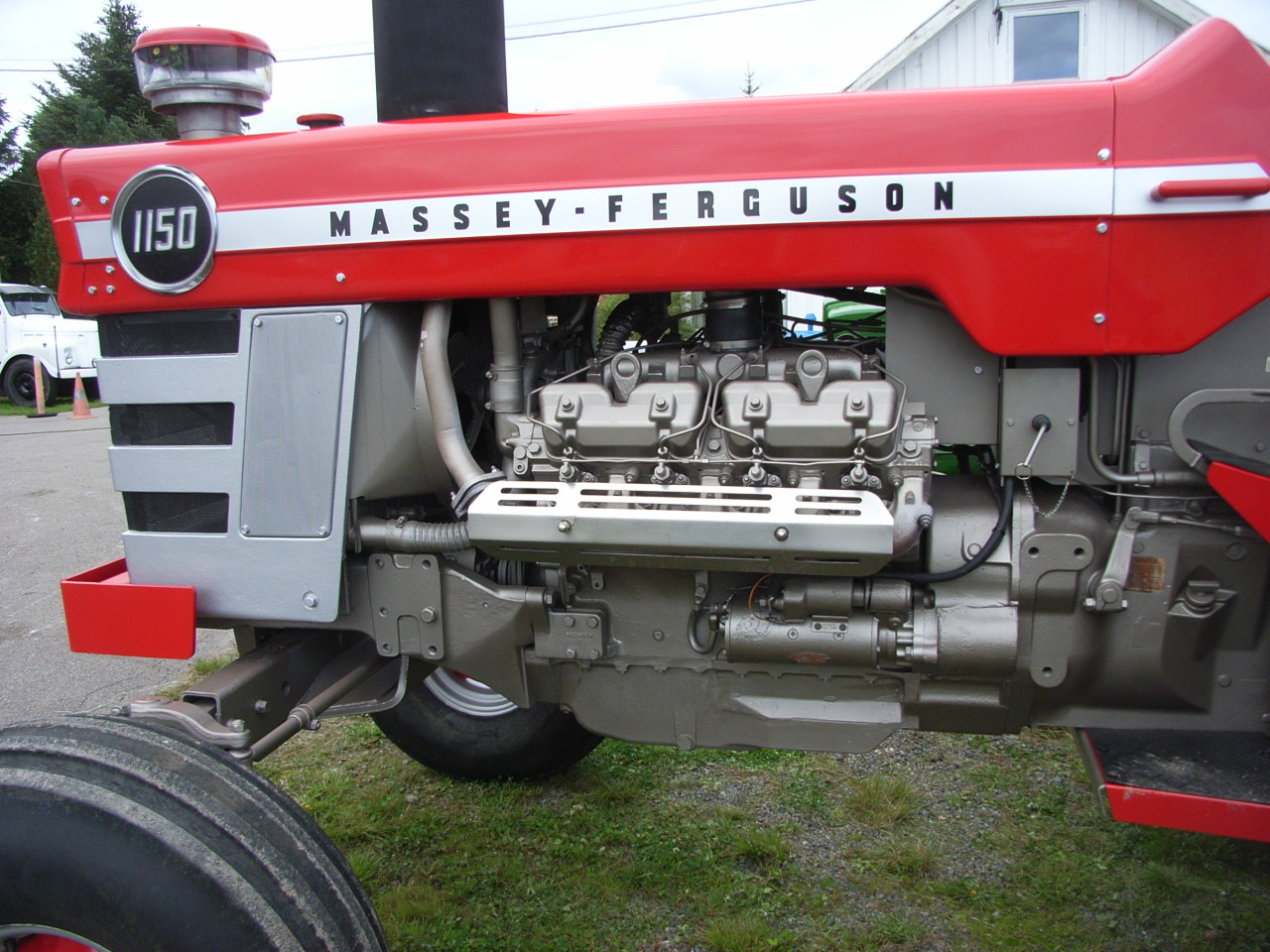
Détail du moteur.

Le tracteur est équipé d'un moteur Diesel Perkins à huit cylindres en V de type AV8-510. D'une cylindrée de 8 300 cm3 (alésage de 108 mm et course de 114 mm), ce moteur délivre une puissance de 146 ch DN au régime de 2 200 tr/min.
La boîte de vitesses à commande manuelle offre trois rapports avant et un rapport arrière sur deux gammes, soit six rapports avant et deux rapports arrière. Ce nombre peut encore être doublé par l'emploi de l'amplificateur de couple Multi-Power. Le tracteur peut atteindre la vitesse maximale de 27 km/h.
Le Massey Ferguson 1150 est doté d'une prise de force arrière à deux régimes de ratiation, 540 et 1 000 tr/min. Son système de relevage d'outils n'est pas très sophistiqué et son dispositif d'attelage réduit au maximum, mais ces deux dernières caractéristiques ne sont pas très pénalisantes pour l'usage auquel le tracteur est destiné, la traction d'engins de travail du sol lourds mais traînés.
Le tracteur n'est produit qu'en version à deux roues motrices. Il peut être équipé d'une cabine entièrement fermée mais à l'insonorisation toute relative et ne disposant que d'une seule porte d'accès côté gauche ; pour faciliter la conduite, la direction assistée est un équipement de série.